# عمری

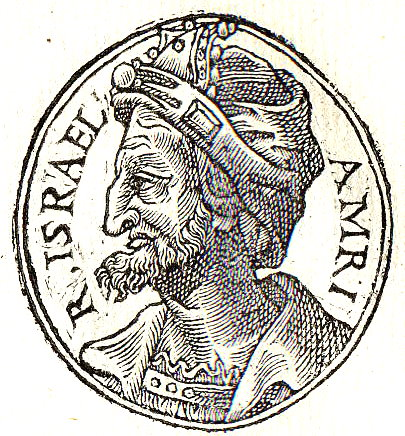
عمری در "Promptuarii Iconum Insigniorum "

عمری עָמְרִיָּה به معنی زندگیم نام بنیان‌گذار پادشاهی عمریان در اسرائیل باستان است. وی سردار سپاه شاه الاه بود. پس از کشته شدن الاه به دست زمری نیروهای نظامی در کودتائی در گیبثون، عمری را به پادشاهی برگزیدند. او با لشکر کشی به تیرزاه، زیمری را در کاخ شاهی به تله انداخت؛ اما، زیمری در آتشی که خود به کاخ انداخت کشته شد.

## عمری در منابع باستان‌شناسی

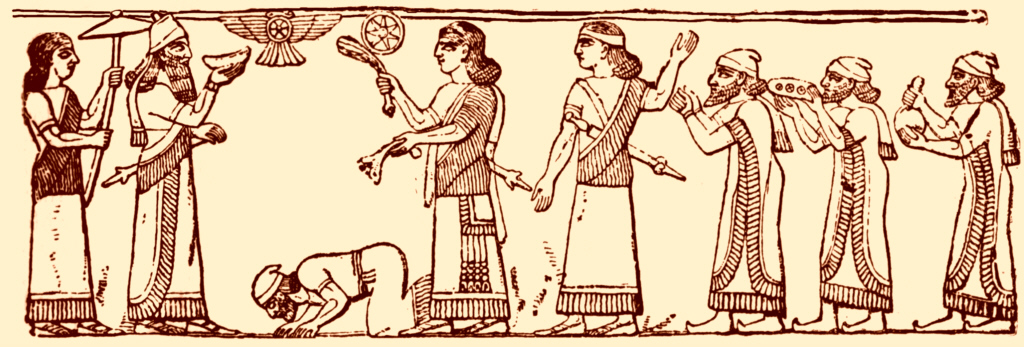
جهو در برابر شلمانصر سوم بر خاک افتاده است.